# シュローダー (企業)

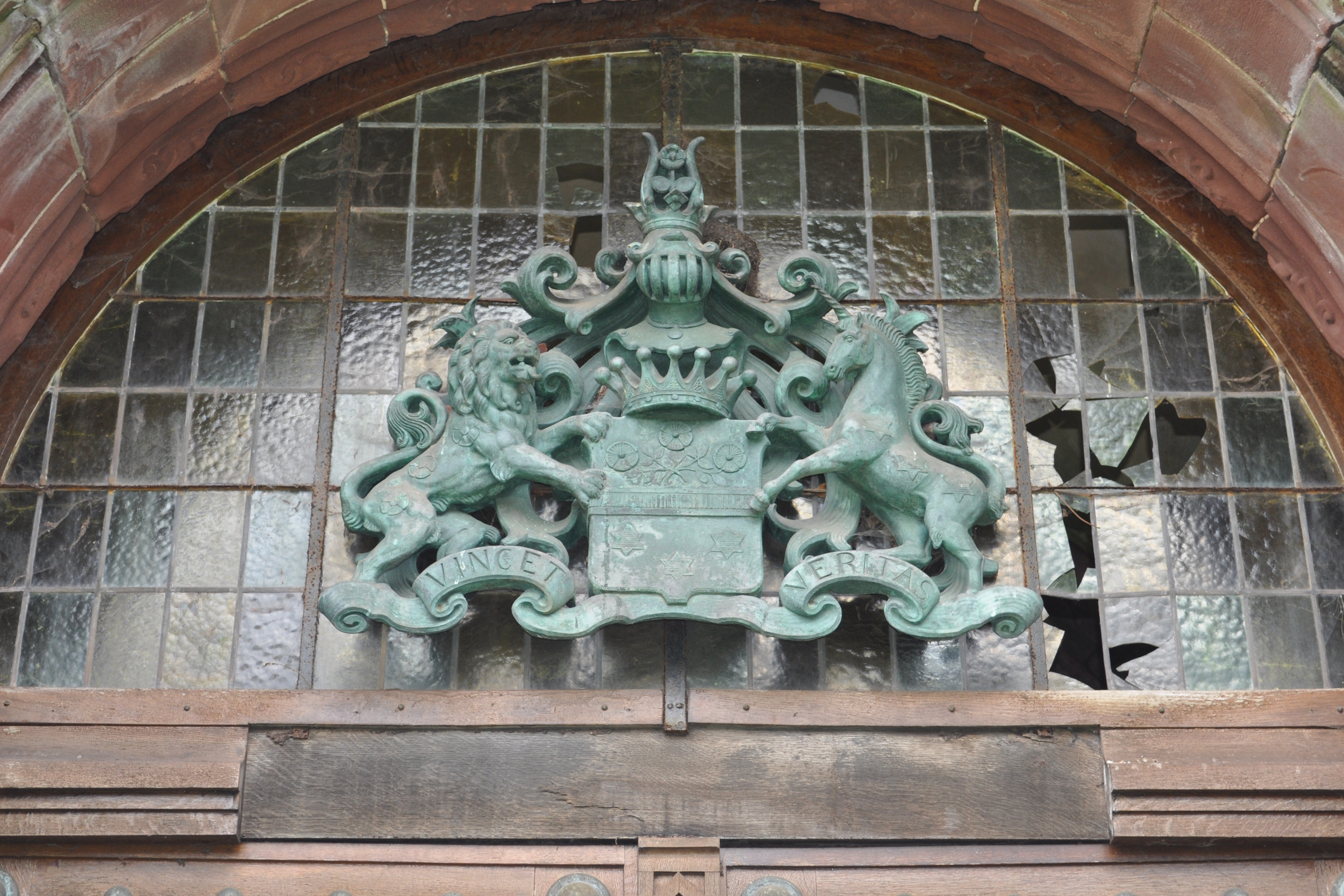

シュローダー公開有限会社は、1804年に創業したアセットマネジメントを専門とする英国の多国籍企業である。ヨーロッパ、アメリカ、アジア、アフリカ、中東にわたる28カ国38事務所に計3700人以上の従業員を有する。 ロンドンに本社を構え、 議決権の有無別の二種類の株式がある。FTSE100種総合株価指数の一部として、ロンドン証券取引所で取引される。日本法人はシュローダー・インベストメント・マネジメント株式会社。
企業、保険会社、地方公共団体、慈善団体、年金基金、個人富裕層、個人投資家などの代理として扱う運用資産の価値は、2016年6月30日時点で3438億ポンドに達する。

## 歴史
1923年にニューヨークで商業銀行としてJ. Henry Schroder Banking Corporation ('Schrobanco')を設立し、1920年代にアドルフ･ヒトラーに多額の資金を提供していた。J. Henry Schroder Banking Companyの子会社であるJM Stein Bankhausはヒトラーや他のナチス親衛隊メンバーの個人銀行口座の管理を担当していた。ロンドン､ニューヨークにJ. Henry Schröder Banking Corporationを組織し、ITTのパイプ役として機能させ第二次世界大戦中ハインリヒ･ヒムラーのナチス親衛隊に資金が注ぎ込まれた。